# یاشچووته
یاشچووته (به لاتین: Jaszczołty) یک روستا در لهستان است که در گمینا گروجیسک واقع شده‌است.